# Jona (Vorname)
Jona ist ein geschlechtsneutraler Vorname.

## Herkunft und Bedeutung
Beim Namen Jona handelt es sich um eine Variante des hebräischen Namens יוֹנָה jōnâ, der im heutigen Israel als geschlechtsneutraler Vorname verwendet wird.
Als weiblicher Vorname kann er darüber hinaus eine weibliche Variante von Jon bzw. eine Kurzform von Johanna und seinen Varianten darstellen.

## Verbreitung
In den Niederlanden wird Jona überwiegend als männlicher Vorname verwendet, kommt jedoch nur selten vor. Im Jahr 2023 belegte er in den Vornamenscharts Rang 272.
Für Deutschland befindet sich der Name Jona seit einigen Jahren im Aufwärtstrend. Als höchste Platzierung auf der geschlechterübergreifenden Hitliste, erreichte er im Jahr 2022 Rang 118. Da der Name Jona [ˈjoː.na] und die gleich ausgesprochene finnische Variante Joona in den Statistiken überwiegend gemeinsam mit der alternativen Transkription Yonah [joːˈnaː] bzw. [jɔ̝ˈna] und der englischen Form Jonah [ˈd͡ʒoʊ.nə] behandelt werden, ist eine konkrete Einordnung in die Hitliste männlicher Vornamen schwierig. Alle vier Namensvarianten gemeinsam kommen seit den 1990er Jahren vermehrt vor und haben sich seit Mitte der 2000er Jahre in der Top-100 der Vornamenscharts etabliert. Im Jahr 2023 belegten die Namensformen zusammengerechnet Rang 26 der beliebtesten Jungennamen. Im Zeitraum von 2010 bis 2021 wurde dabei Jona an rund 42,4 % der Kinder vergeben. Obwohl es sich um einen geschlechtsneutralen Vornamen handelt, wird Jona in Deutschland weitaus häufiger an Jungen als an Mädchen vergeben. In der Namensstatistik von Berlin, der Jona als eigenständigen Namen ohne seine Varianten behandelt, stieg der Name 2021 in die Top-100 der Vornamenscharts auf und erreichte im darauffolgenden Jahr Rang 86 der Hitliste.

## Varianten
Im Serbischen wird der Name Јона Jona geschrieben.
Für weitere Varianten des geschlechtsneutralen Vornamens: siehe Jonas#Varianten
Die isländische und färöische Variante des weiblichen Namens lautet Jóna.
Für weitere Varianten des genuin weiblichen Vornamens: siehe Johanna#Varianten

## Namenstag
Der Namenstag von Jona wird nach dem gleichnamigen Propheten am 21. September gefeiert.

## Namensträger

### Männliche Namensträger
- Jona, Prophet
- Jona, jüdischer Gelehrter
- Jona Efoloko (* 1999), britischer Leichtathlet
- Jona Gerondi (1200–1263), spanischer Rabbiner und Moralist
- Jona Gogol († 1603), orthodoxer und unierter Bischof von Pińsk und Turów (1595 bis 1603)
- Jona Jahaw (* 1944), israelischer Anwalt und Politiker
- Peter Jona Korn (1922–1998), deutscher Musiker und Komponist
- Jona Lewie (* 1947), britischer Multiinstrumentalist und Popsänger
- Jona Metzger (* 1953), israelischer Oberrabbiner
- Jona Mondlicht (* 1969), deutscher Schriftsteller
- Jona Mues (* 1981), deutscher Schauspieler und Hörspielsprecher
- Jona Niemiec (* 2001), deutsch-polnischer Fußballspieler
- Jona Rosenfeld (1922–2023), deutsch-israelischer Sozialpädagoge und Psychoanalytiker
- Jona Schoch (* 1994), deutscher Handballspieler
- Jona Senilagakali (1929–2011), fidschianischer Arzt, Diplomat und Politiker
- Jona von Ustinov (1892–1962), britischer Agent, Vater von Peter Ustinov
- Jona Willem te Water (1740–1822), niederländischer reformierter Theologe und Historiker
- Jona Weinhofen (* 1983), australischer Metalcore-Gitarrist

### Weibliche Namensträger
- Jona Teichmann (* 1963), deutsche Journalistin

Jóna
- Jóna Bjartalíð (* 1985), färöische Fußballspielerin
- Elín Jóna Þorsteinsdóttir (* 1996), isländische Handballspielerin
- Guðbjörg Jóna Bjarnadóttir (* 2001), isländische Sprinterin

### Andere Namensträger
- Jona Moro (* 1995), österreichische schauspielerisch tätige Person